# Ernest Marsden
Sir Ernest Marsden (* 19. Februar 1889 in Rishton, nordwestlich von Manchester; † 15. Dezember 1970 in Wellington) war ein englischer Physiker. Er lebte einen Großteil seines Lebens in Neuseeland.

## Leben und Wirken
Geboren in der englischen Grafschaft Lancashire, kam Ernest Marsden als Student in Kontakt mit den Experimentalphysikern Ernest Rutherford und Hans Geiger, mit denen er an der University of Manchester an der Erforschung der Struktur des Atoms arbeitete. Diese Forschung führte durch die Messung der Rutherford-Streuung, welche das thomsonsche Atommodell widerlegte, zum Konzept des Atomkerns und zur Begründung der Kernphysik.
Rutherford empfahl im Jahre 1914 Marsden als Physikprofessor an der heute als Victoria University bekannten Universität von Wellington in Neuseeland. 1915 zog er dorthin. Nachdem er während des Ersten Weltkriegs in Frankreich kämpfte und mit dem Military Cross ausgezeichnet wurde, forschte er in vielen Bereichen angefangen bei der kosmischen Strahlung bis hin zu fossilen Brennstoffen. Er wurde 1922 zum „Assistant Director of Education“ im neuseeländischen Ministerium für Erziehung (Department of Education) und gründete 1926 das Department of Scientific and Industrial Research (DSIR). In den ersten 20 Jahren als Leiter des DSIR begann er der Haupteinnahmequelle des Landes, der Landwirtschaft, eine wissenschaftliche Basis zu geben.
Den Zweiten Weltkrieg verbrachte er mit der Entwicklung der neuen Radar-Technologie. 1947 wurde er zum Präsidenten der Royal Society of New Zealand gewählt. Aber bereits vier Monate später zog er nach London als Verbindungsbeamter der Wissenschaft von Neuseeland (New Zealand’s science liaison officer).
Er diente während seines gesamten Lebens in vielen Komitees und behielt sein Interesse an der Untersuchung von Strahlung. Marsden kehrte 1954 nach Neuseeland zurück und wurde 1958 zum Ritter geschlagen.
Nach ihm wurde der Marsden Fund (ein wissenschaftlicher Fonds) benannt. Ebenso ist er Namensgeber für den Mount Marsden in der Antarktis.